# Green Dome Maebashi
Der Green Dome Maebashi (jap. グリーンドーム前橋, Gurīn Dōmu Maebashi) ist eine Mehrzweckhalle und Velodrom in der japanischen Stadt Maebashi, Präfektur Gunma, auf der Insel Honshū. Durch einen Sponsoringvertrag mit der Yamada-Denki Co., Ltd., eine Einzelhandelskette für Unterhaltungselektronik, trägt der Dome seit dem 1. April 2014 den offiziellen Namen Yamada Green Dome Maebashi (jap. ヤマダグリーンドーム前橋, Yamada Gurīn Dōmu Maebashi).

## Geschichte
Im Mai 1990 wurde der Green Dome im Maebashi Park eröffnet. Die Halle bietet maximal 20.000 Plätze und wird hauptsächlich als Velodrom genutzt. Sie ist auch als Maebashi Velodrom (jap. 前橋競輪場, Maebashi Keirinjyō) bekannt. Im Gebäude stehen auch 15 Tagungsräume verschiedener Größe zur Verfügung. Im Keller stehen 900 m² Fläche für Veranstaltungen zur Nutzung bereit. Die Radrennbahn hat eine Länge von 335 Meter. Es werden die in Japan beliebten Keirin-Rennen ausgetragen, bei denen, wie beim Pferderennen, gewettet werden kann. Im August 1990 wurden die UCI-Bahn-Weltmeisterschaften im Green Dome abgehalten. Neun Jahre später fanden die Leichtathletik-Hallenweltmeisterschaften 1999 im Green Dome statt. Die Basketballmannschaft der Gunma Crane Thunders nutzte die Halle bis 2016 für ihre Heimspiele.
Die Bahn-WM 1990 war die erste internationale Veranstaltung im Green Dome. Bei diesem Anlass entfernten die Präsidenten des Bundes Deutscher Radfahrer (BDR), Werner Göhner, und des Deutschen Radsport-Verbandes der DDR (DRSV), Wolfgang Schoppe, symbolisch, wenige Monate vor der Wiedervereinigung, die Gitter zwischen den Fahrerboxen der beiden deutschen Mannschaften.

## Galerie

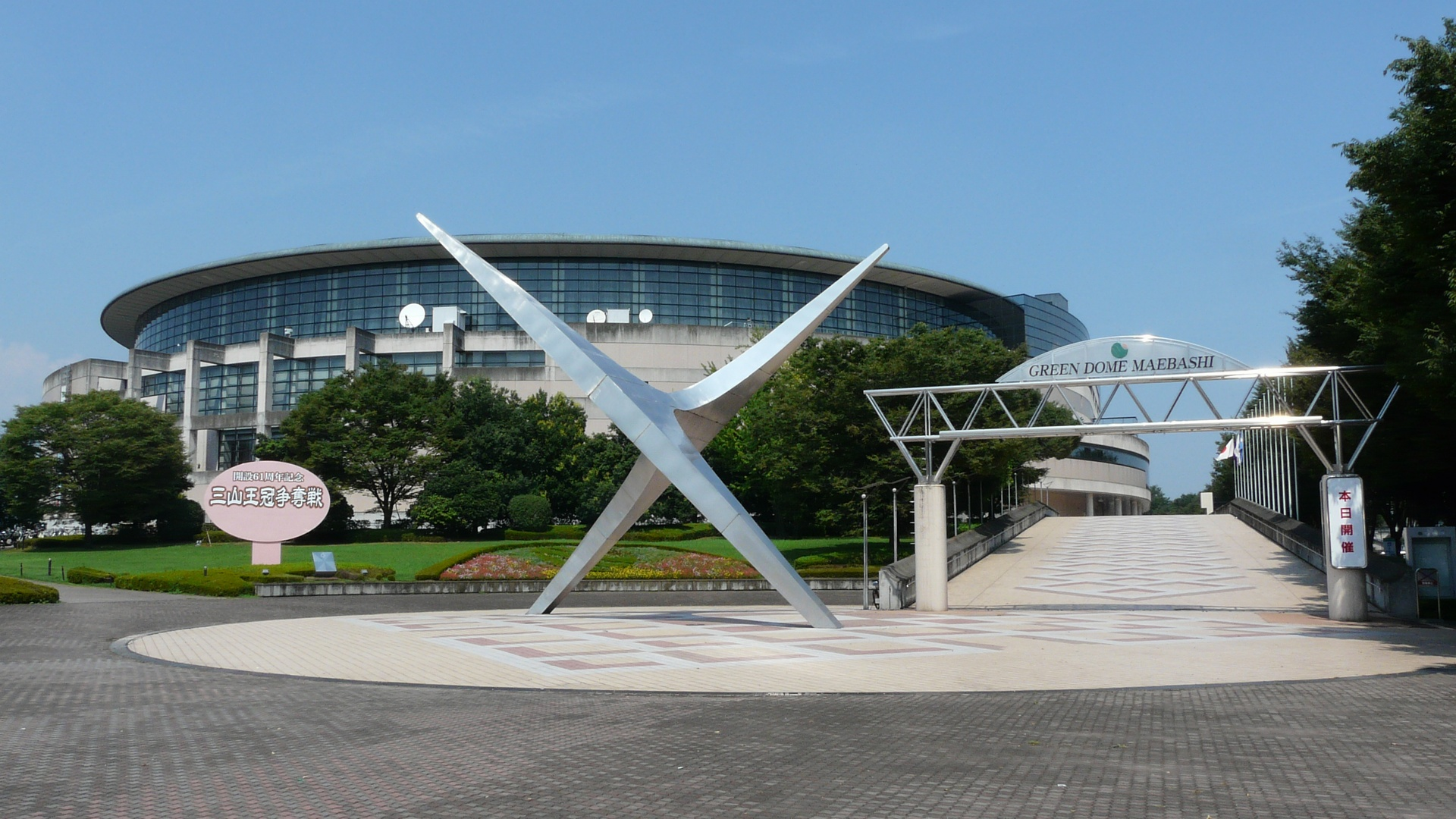
Eingang zum Green Dome Maebashi (August 2010)
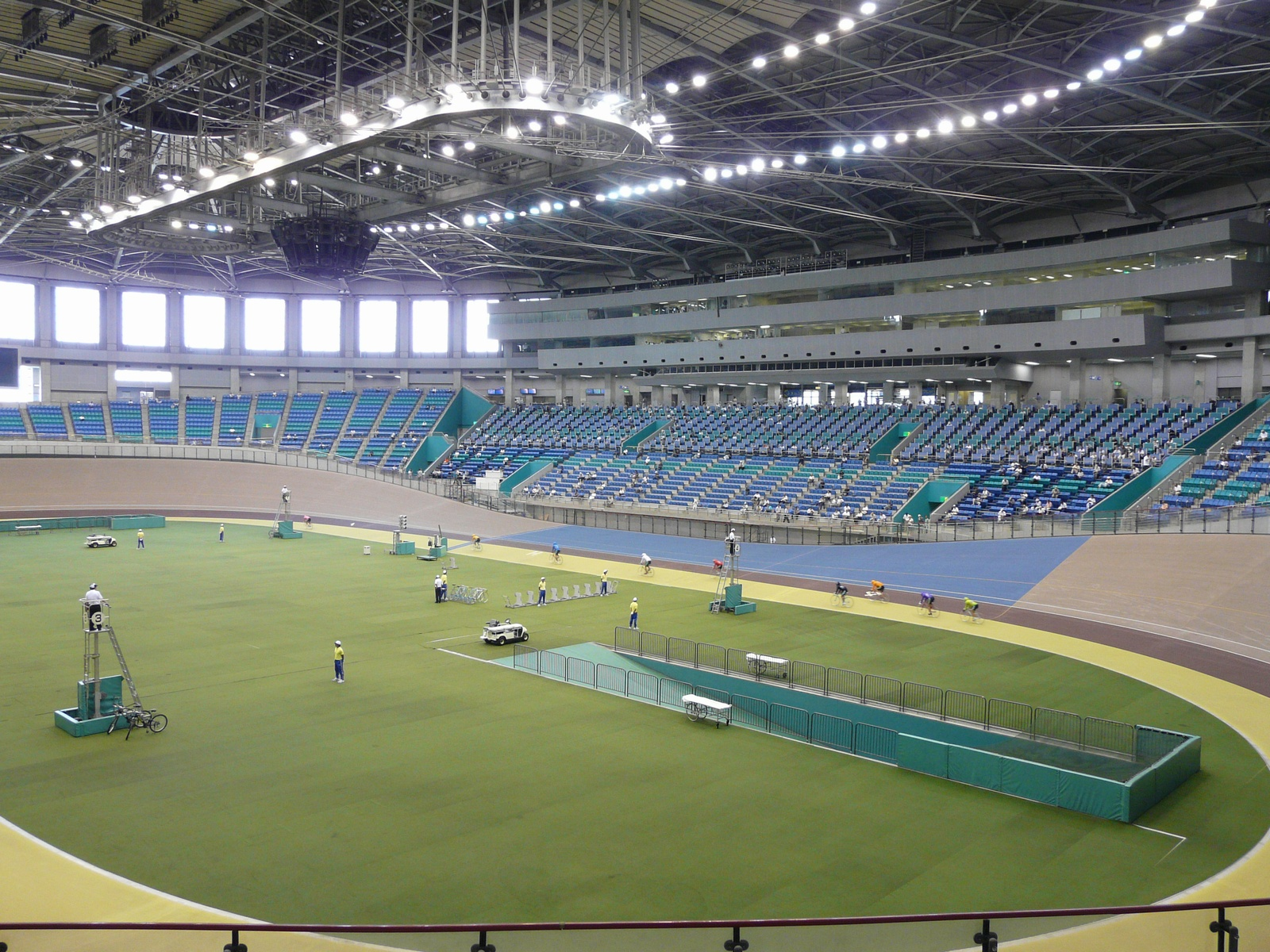
Blick in den Innenraum (August 2010)
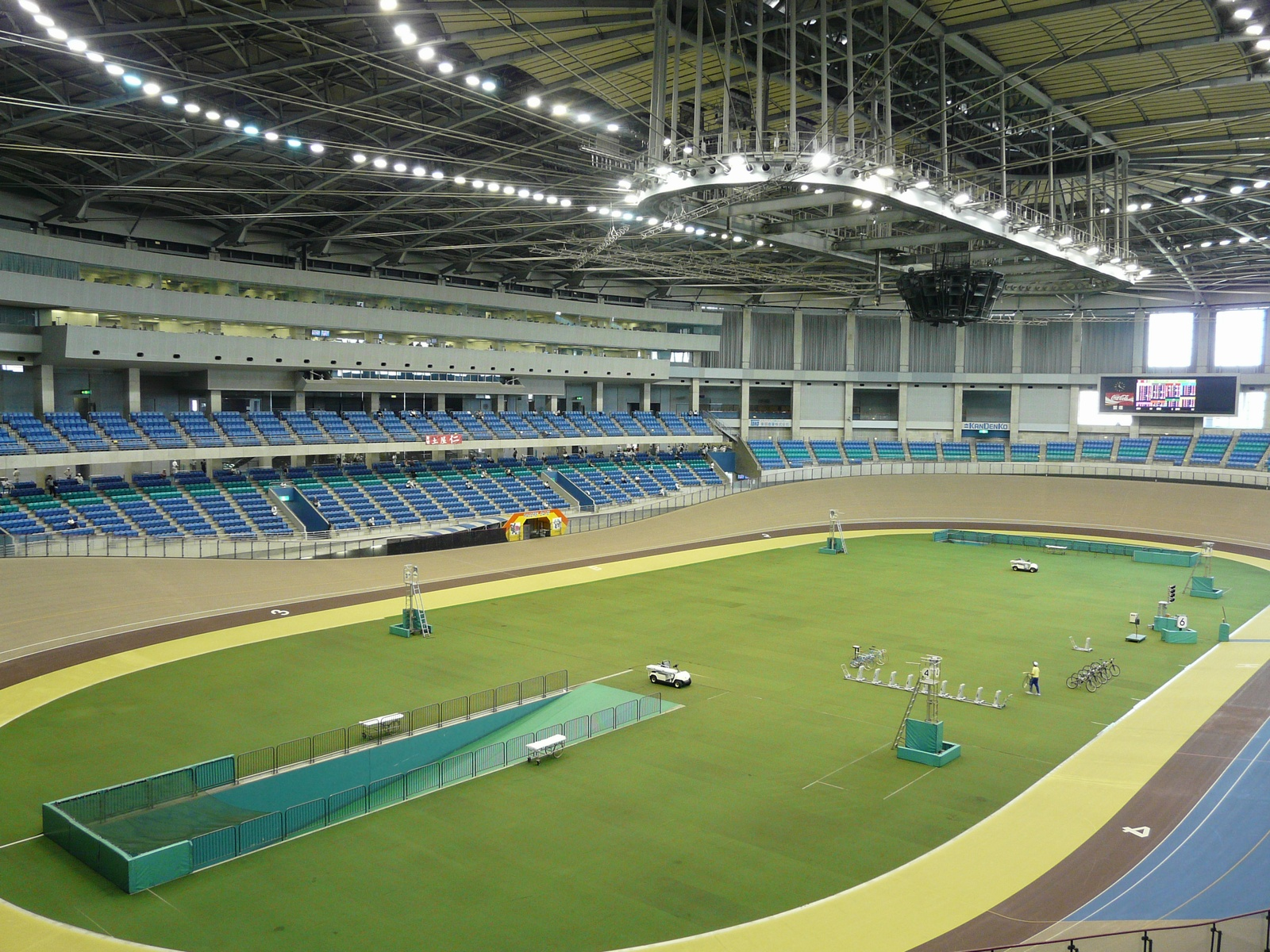
Blick auf die entgegengesetzte Seite (August 2010)
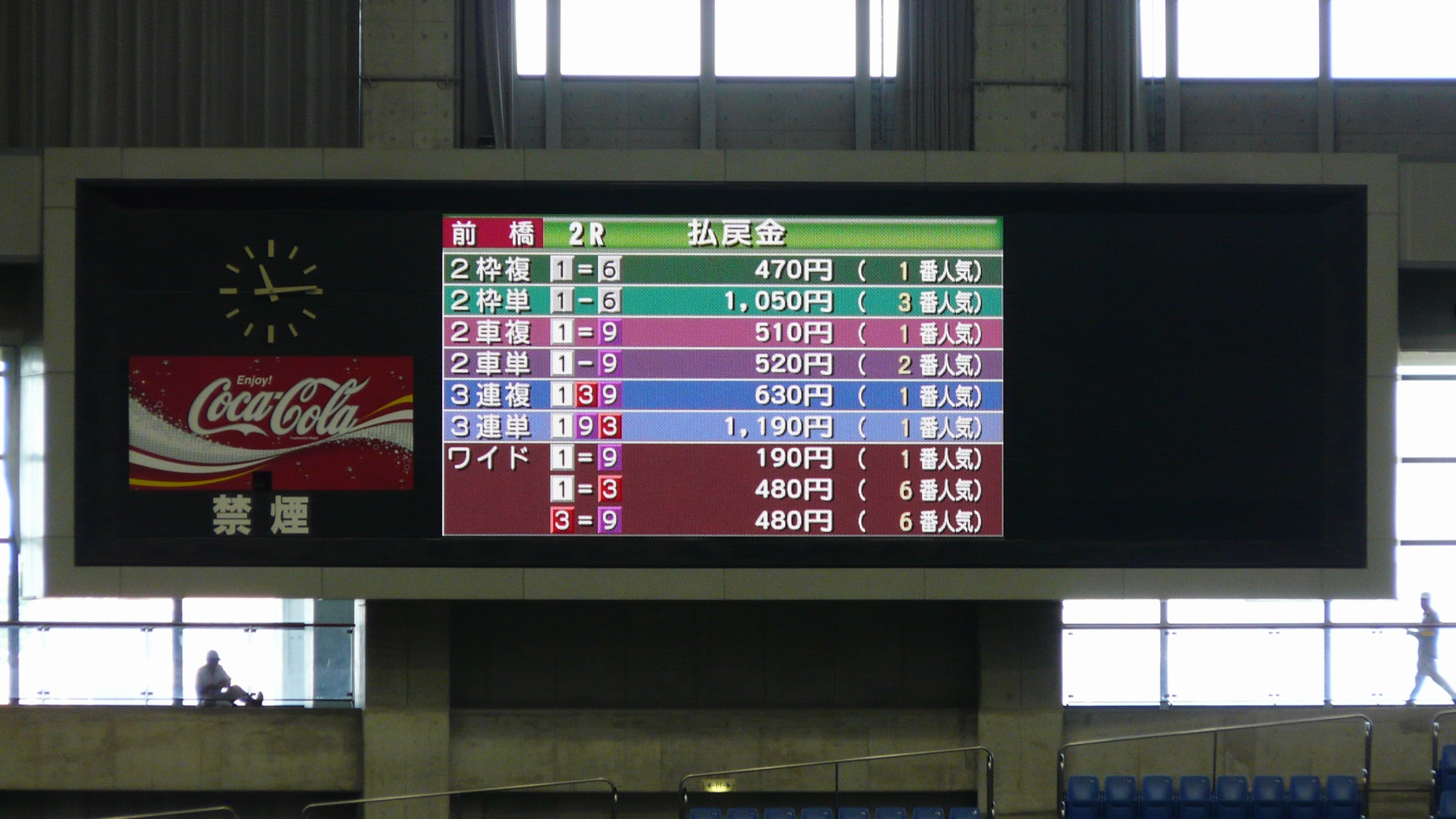
Die Anzeigetafel (August 2010)